# 오윤부
오윤부(伍允孚: 미상~1304년 2월 7일(음력 1월 2일))는 충렬왕 때의 일관(日官)이다. 강미(姜美)의 장인이기도 하다. 본관은 배천(白川: 구 복흥(復興))이다.
사서에서 그의 이름은 1271년(원종 12년)에 처음 등장한다. 이 기록을 보면 그가 원나라에 알려질 정도로 이름났다는 것을 알 수 있다. 그가 만든 천문도는 후대 천문관들이 참고하는 천문도였으나 지금은 전해지지 않는다. 그의 이름앞에는 일관이라는 명칭이 붙어 다녔는데 매일 밤 천문을 관측하고 이상한 천문현상이 관측되면 언제든지 임금에게 알리고 설명해주는 일을 맡았기 때문이다. 그는 거림낌 없이 그의 소신대로 점성술의 결과를 임금에게 말했다. 한번은 고려왕이 원나라 세조를 도와 전쟁에 나가게 되어 평양까지 군사를 이끌고 행차했는데 임금은 관리 한 명을 보냈는데 오윤부가 말하기를 “아무 날에는 그 관리가 돌아오고 임금도 전쟁에 참가할 필요 없이 되돌아갈 수있게 되리라‘고 했다. 그날 저녁이 되도 아무일이 일어나지 않았다. 임금은 오윤부를 가두라 명했다. 그러자 그는 "오늘 해가 아직 남았으니 조금만 더 기다려 주십시오."라고 했다. 얼마 뒤 그 관리가 돌아와 임금에게 전쟁으로 갈 필요 없이 되돌아가도 좋다는 소식을 가져왔다.

## 전기 자료
- 《고려사》 권122, 〈열전〉35, [방기(方技)], 오윤부